# Federico Zaracho
Federico Zaracho (Wilde, 10 maart 1998) is een Argentijns voetballer, die doorgaans speelt als aanvallende middenvelder. Zaracho stroomde in december 2016 door uit de jeugd van Racing Club. Zaracho is sedert maart 2019 Argentijns international.

## Clubcarrière
Zaracho doorliep de jeugdreeksen van Racing Club en stroomde in december 2016 door naar het eerste elftal. Op 17 december 2016 maakte Zaracho zijn debuut op het hoogste Argentijnse niveau. Acht minuten voor tijd kwam hij Ezequiel Videla vervangen in de uitwedstrijd tegen Unión de Santa Fe die met 1–0 werd verloren. Op 22 juni 2017 scoorde hij het openingsdoelpunt in de thuiswedstrijd tegen CA Colón wat ook zijn eerste doelpunt in de hoogste afdeling betrof. De wedstrijd werd uiteindelijk met 1–0 gewonnen.

## Clubstatistieken
| Seizoen | Club        | Competitie       | Competitie | Competitie | Beker | Beker | Internationaal | Internationaal | Totaal | Totaal |
| Seizoen | Club        | Competitie       | Wed.       | Dlp.       | Wed.  | Dlp.  | Wed.           | Dlp.           | Wed.   | Dlp.   |
| ------- | ----------- | ---------------- | ---------- | ---------- | ----- | ----- | -------------- | -------------- | ------ | ------ |
| 2016/17 | Racing Club | Primera División | 4          | 1          | 0     | 0     | 5              | 0              | 9      | 0      |
| 2017/18 | Racing Club | Primera División | 22         | 1          | 0     | 0     | 8              | 0              | 30     | 1      |
| 2018/19 | Racing Club | Primera División | 23         | 3          | 0     | 0     | 1              | 0              | 24     | 3      |
| Totaal  | Totaal      | Totaal           | 59         | 5          | 0     | 0     | 14             | 0              | 73     | 5      |

Bijgewerkt op 22 mei 2019.

## Interlandcarrière
Op 26 maart 2019 maakte hij zijn debuut bij de nationale ploeg. Door bondscoach Lionel Scaloni mocht hij 14 minuten voor tijd Germán Pezzella komen vervangen in de wedstrijd tegen Marokko. De wedstrijd werd met 0–1 gewonnen na een doelpunt van Ángel Correa.